# Hister gagatinus
Hister gagatinus är en skalbaggsart som beskrevs av Reiche 1850. Hister gagatinus ingår i släktet Hister och familjen stumpbaggar. Inga underarter finns listade i Catalogue of Life.